# NGC 6598
إن جي سي 6598 (بالألمانية: NGC 6598) التي يرمز لها بالرمز NGC 6598، هي مجرة، في كوكبة التنين.

## الاكتشاف
اكتشفت في 6 سبتمبر 1883، بواسطة لويس سويفت.